# Instrumentelle Vernunft
Instrumentelle Vernunft ist ein von Max Horkheimer geprägter Begriff.  Mit ihm bezeichnet Horkheimer die Dominanz einer technisch-rationalen Vernunft, die sich mit gesellschaftlicher Herrschaft verschwistert habe, über die praktische Vernunft. Sie steht für eine Vernunft, welche die Mittel, nicht jedoch die Ziele des Handelns reflektiert. Darüber hinaus bezeichnet sie das seit Francis Bacon formulierte Interesse an technischer Beherrschung und Unterwerfung der Natur. Der Begriff der instrumentellen Vernunft ist eng verwandt mit dem der Zweckrationalität bei Max Weber und dem Begriff der Verdinglichung bei Georg Lukács. Man spricht auch von Zweck-Mittel-Rationalität, womit die technisch-rationale Angemessenheit der Mittel zur Erreichung eines beliebig gewählten Zweckes bezeichnet wird. Die Zwecke selbst können unvernünftig, ja irrational sein wie der Holocaust, während die Mittel zu seiner Durchführung rational und technisch effektiv funktionierten.   
Die Kritik der instrumentellen Vernunft ist auch eine Kritik an Naturbeherrschung, also am instrumentellen Verhältnis der (westlichen) Kultur zur Natur. Horkheimer kritisiert, dass die Natur, einschließlich der Tiere, heute „als ein bloßes Werkzeug des Menschen“ aufgefasst werde und „Objekt totaler Ausbeutung“ sei. Er stellt einen Zusammenhang her zwischen der Unterdrückung der (inneren wie äußeren) Natur und intrahumanen Herrschafts- und Unterdrückungsformen; da die Geschichte der Anstrengungen des Menschen, die Natur zu unterjochen, auch die Geschichte der Unterjochung des Menschen durch den Menschen sei und Naturbeherrschung Menschenbeherrschung mit einschließe. Daher gelte im Umkehrschluss: „Der Mensch teilt im Prozeß seiner Emanzipation das Schicksal seiner übrigen Welt.“
Der Begriff der instrumentellen Vernunft ist die Schlüsselkategorie, die Horkheimer im Anschluss an die gemeinsam mit Theodor W. Adorno verfasste Dialektik der Aufklärung für fünf öffentliche Vorlesungen an der Columbia University über Society and Reason im Februar und März 1944 verwendete. Rolf Wiggershaus kennzeichnete diese Vorlesungen als „Horkheimerisch gefärbter Abriss der Dialektik der Aufklärung“. Unter dem Titel Eclipse of Reason wurden die fünf Vorträge 1947 veröffentlicht. Die deutsche Übersetzung erschien 1967 unter dem Titel Zur Kritik der instrumentellen Vernunft, die in fünf Kapiteln den Umschlag traditioneller philosophischer Begriffe wie Vernunft, Wahrheit, Natur und Individuum in Kategorien der Zweck-Mittel-Rationalität, der Naturbeherrschung und Selbstbehauptung kritisch analysiert.

## Rezeption
Während Max Weber die Zweckrationalität der neuzeitlichen Vernunft noch als das entscheidende Moment ihres Erfolgs ansieht, ist für Horkheimer und Adorno das Scheitern der Aufklärung bereits in der instrumentellen Vernunft angelegt. Mit dem Versuch, die Natur zu beherrschen, wird der einst mythische Zugang zur Welt aufgeklärt und schlägt als „Herrschaft“ und „neue Barbarei“ dialektisch in Mythos zurück (so lautet eine zentrale These der Dialektik der Aufklärung). Die instrumentelle Vernunft münde im „Positivismus“ in eine Affirmation des Bestehenden und wirke letztlich destruktiv. An die Stelle der Aufklärung und der Befreiung von den Zwängen der Natur tritt die Unterordnung unter wirtschaftliche und politische Interessen. Im Faschismus erkennt Horkheimer „eine satanische Synthese von Vernunft und Natur [...] – das genaue Gegenteil jener Versöhnung der beiden Pole, von der Philosophie stets geträumt hat“.
Laut Jürgen Habermas erinnert der Begriff der instrumentellen Vernunft an die „zur Totalität aufgespreizte Zweckrationalität“; Vernunft habe sich demnach der Macht assimiliert und der Unterscheidung zwischen dem, „was Gültigkeit beansprucht – und dem, was der Selbsterhaltung nützt“, entzogen. In der Dialektik der Aufklärung hätten Horkheimer und Adorno in allem „nur eine Legierung von Vernunft und Herrschaft, Macht und Geltung“ wahrgenommen.